# 蒂斯 (伊利諾伊州)
蒂斯（英語：Tice）是位於美國伊利諾伊州默納德縣的一個非建制地區。該地的面積和人口皆未知。

## 地理
蒂斯的座標為39°59′07″N 89°47′4″W / 39.98528°N 89.78444°W，而該地的平均海拔高度為188米（即617英尺）。